# Benjamin Spock
Benjamin McLane Spock (New Haven, 2 de maio de 1903 — La Jolla, 15 de março de 1998) foi um médico pediatra estadunidense, e campeão olímpico.

## Carreira
Cujo livro Baby and Child Care (1946) é um dos livros mais vendidos do século XX, vendendo 500 000 cópias nos seis meses após sua publicação inicial em 1946 e 50 milhões até a época da morte de Spock em 1998. A premissa do livro para as mães era que elas "sabem mais do que você pensa". Os conselhos e recomendações parentais de Spock revolucionaram a educação parental nos Estados Unidos, e ele é considerado um dos americanos mais famosos e influentes do século XX.
Spock foi o primeiro pediatra a estudar psicanálise para tentar entender as necessidades das crianças e a dinâmica familiar. Suas ideias sobre cuidados infantis influenciaram várias gerações de pais a serem mais flexíveis e afetuosos com seus filhos e a tratá-los como indivíduos. No entanto, suas teorias também foram amplamente criticadas por colegas por se basearem demais em evidências anedóticas, em vez de pesquisas acadêmicas sérias. Depois de se autodescrever como "conversão ao socialismo", Spock tornou-se um ativista da Nova Esquerda e dos movimentos anti-Guerra do Vietnã durante os anos 1960 e início dos anos 1970, culminando em sua candidatura à presidência dos Estados Unidos como Partido do Povo, candidato em 1972. Ele fez campanha por um salário máximo, legalização do aborto e retirada das tropas de todos os países estrangeiros. Na época, seus livros foram criticados pelos conservadores por propagar permissividade e expectativa de gratificação instantânea, acusação que Spock negou.

## Visões

### Síndrome da morte súbita infantil
Spock defendeu que os bebês não deveriam ser colocados de costas ao dormir, comentando em sua edição de 1958 que "se [um bebê] vomitar, é mais provável que ele engasgue com o vômito". Este conselho foi extremamente influente nos prestadores de cuidados de saúde, com apoio quase unânime até a década de 1990. Estudos empíricos posteriores, no entanto, descobriram que há um risco significativamente aumentado de síndrome da morte súbita do lactente (SIDS) associado a bebês que dormem de barriga para baixo. Defensores da medicina baseada em evidências usaram isso como um exemplo da importância de basear as recomendações de cuidados de saúde em evidências estatísticas, com um pesquisador estimando que até 50 000 mortes infantis na Europa, Austrália e Estados Unidos poderiam ter sido evitadas se esse conselho tivesse sido alterado até 1970, quando tais evidências se tornaram disponíveis.

### Circuncisão masculina
Na década de 1940, Spock favoreceu a circuncisão de homens realizada poucos dias após o nascimento. No entanto, na revisão de 1976 de Baby and Child Care, ele concordou com uma força-tarefa da Academia Americana de Pediatria de 1971 de que não havia razão médica para recomendar a circuncisão de rotina e, em um artigo de 1989 para a revista Redbook, ele afirmou que "a circuncisão de homens é traumática, doloroso e de valor questionável." Ele recebeu o primeiro Prêmio de Direitos Humanos do Simpósio Internacional de Circuncisão (ISC) em 1991.

## Publicações
- Baby and Child Care (1946, com revisões até a décima edição, 2018)
- A Baby's First Year (1954)
- Feeding Your Baby and Child (1955)
- Dr. Spock Talks With Mothers (1961)
- Problems of Parents (1962)
- Caring for Your Disabled Child (1965)
- Dr. Spock on Vietnam (1968)
- Decent and Indecent (1970)
- A Teenager's Guide to Life and Love (1970)
- Raising Children in a Difficult Time (1974)
- Spock on Parenting (1988)
- Spock on Spock: a Memoir of Growing Up With the Century (1989)
- A Better World for Our Children (1994)[9]
- Dr. Spock's the School Years: The Emotional and Social Development of Children 01 Edition (2001)

## Carreira como Atleta
Spock foi um dos participantes da embarcação para oito competidores que conquistou a medalha de ouro nas provas de remo nas Olimpíadas de 1924 em Paris.